# Résolution 2106 du Conseil de sécurité des Nations unies
Membres permanents
- Chine
- États-Unis
- France
- Royaume-Uni
- Russie

Membres non permanents
- Argentine
- Australie
- Azerbaïdjan
- Corée du Sud
- Guatemala
- Luxembourg
- Maroc
- Pakistan
- Rwanda
- Togo

Résolution no 2105 Résolution no 2107
La résolution 2106 du Conseil de sécurité des Nations unies, adoptée à l’unanimité le 24 juin 2013, porte sur la protection des femmes contre les violences sexuelles, en particulier dans les zones de conflit armé ou dans les situations postérieures à un conflit. Elle indique qu'il est impératif de promouvoir l'autonomisation (politique, sociale et économique) des femmes, l'égalité des sexes et d'encourager la coopération des hommes et des garçons pour lutter contre la violence à l'égard des femmes afin de mettre en œuvre un changement à long terme,. 
La résolution souligne la nécessité pour tous les États de :
1) mettre en œuvre des réglementations strictes concernant la poursuite des actes de violence sexuelle ;
2) traiter de manière adéquate l’origine de ces crimes.

## Résolution
Les Nations unies ont pour la première fois classé le viol comme crime de guerre avec la résolution 1820 du Conseil de sécurité, adoptée en 2008. Le viol et les autres formes de violence sexuelle sont également explicitement interdits par le droit international humanitaire (DIH). La résolution 2106 aborde la nécessité de remettre en question l’idée selon laquelle les violences sexuelles dans les zones de conflit serait une fatalité ou un symptôme de valeurs culturelles spécifiques. 
La résolution 2106 est la sixième résolution adoptée par le Conseil de sécurité relative aux femmes, à la paix et à la sécurité, et la quatrième relative aux violences sexuelles en période de conflit. Cette résolution diffère des résolutions précédentes en ce qu’elle établit des processus plus spécifiques sur la manière dont l’autonomisation des femmes et leur protection contre la violence sexuelle dans les zones de conflit peuvent être réalisées. Elle demande également que ces processus soient mis en œuvre à un rythme plus soutenu. 
Si la résolution souligne la nécessité de telles protections pour les femmes et les filles en premier lieu, eu égard à la disproportion avec laquelle les violences sexuelles les frappent, elle précise également que les hommes et les garçons peuvent aussi être victimes de telles violences. La poursuite de la mise en œuvre du processus ne pourrait que leur être bénéfique, qu'ils soient victimes directes ou « traumatisés du fait qu’ils ont été des témoins forcés de violences sexuelles commises contre des proches ».
La nécessité de déployer des conseillers pour la protection des femmes (CPF) dans les zones de conflit armé et d’après conflit pour protéger les femmes contre la violence sexuelle a été soulignée pour la première fois dans la résolution 1888, adoptée en 2009. La résolution 2106 indique que le déploiement de ces CPF dans les zones de conflit n’a pas été suffisant et doit être accru pour une mise en œuvre efficace conformément à la résolution 1888. La résolution 2106 a également précisé la nécessité de former efficacement ces conseillers et de mettre en place des contrôles systémiques pour évaluer cette formation.
La résolution 2106 a notamment souligné la nécessité de mesures juridiques plus strictes et plus rigoureusement appliquées contre les auteurs de violences sexuelles. Les violences sexuelles, lorsqu’elles sont utilisées comme arme de guerre, aggrave et prolonge souvent la durée des conflits armés. Des poursuites pénales sont absolument nécessaires pour empêcher que de tels actes ne se produisent et ainsi contribuer à maintenir la sécurité internationale à long terme. L'importance du rôle de la Cour pénale internationale à cet égard a été souligné, tout comme la nécessaire coopération avec cette dernière. 

## Réactions
La Coalition pour la Cour pénale internationale a accueilli favorablement la résolution mais a appelé le Conseil de sécurité à user de toute son influence auprès des organismes de l'ONU, des gouvernements et des autres acteurs susceptible de jouer un rôle dans la recherche et l'arrestation de personne suspectées d'avoir commis des violences sexuelles en période de conflit pour assurer une pleine coopération avec la Cour pénale internationale.
CARE International, une ONG internationale dont l’objectif est de fournir une aide humanitaire et de plaidoyer, propose des points de réflexion importants sur l’adoption de la résolution 2106.
En premier lieu, CARE international souligne qu’il est important d’obtenir justice par le biais de poursuites pénales contre les auteurs de crimes sexuels, mais que cela ne doit jamais se faire au détriment de la sécurité de leurs victimes. Il est important de prendre en compte que les victimes de violences sexuelles sont souvent confrontées à des représailles violentes si elles cherchent à se obtenir réparation. Il est donc de la plus haute importance que la protection des victimes soit assurée parallèlement à la poursuite des auteurs.
CARE international souligne en second lieu l’importance des services médicaux, de santé mentale et de bien-être général, ainsi que des services de soutien aux moyens de subsistance, à offrir aux victimes dans les zones de conflit.